# Paige (nome)
Paige  è un nome proprio di persona inglese femminile.

## Varianti
- Maschili: Page[2]

## Origine e diffusione
Riprende il cognome inglese Paige, che in medio inglese significa "servo", "paggio"; etimologicamente, risale al greco antico παιδιον (paidion, "ragazzo"), giunto in inglese tramite l'italiano e il francese antico.
La forma maschile Page è, propriamente, derivata a sua volta da un cognome che era una variante di Paige.

## Persone
- Paige Hurd, attrice statunitense

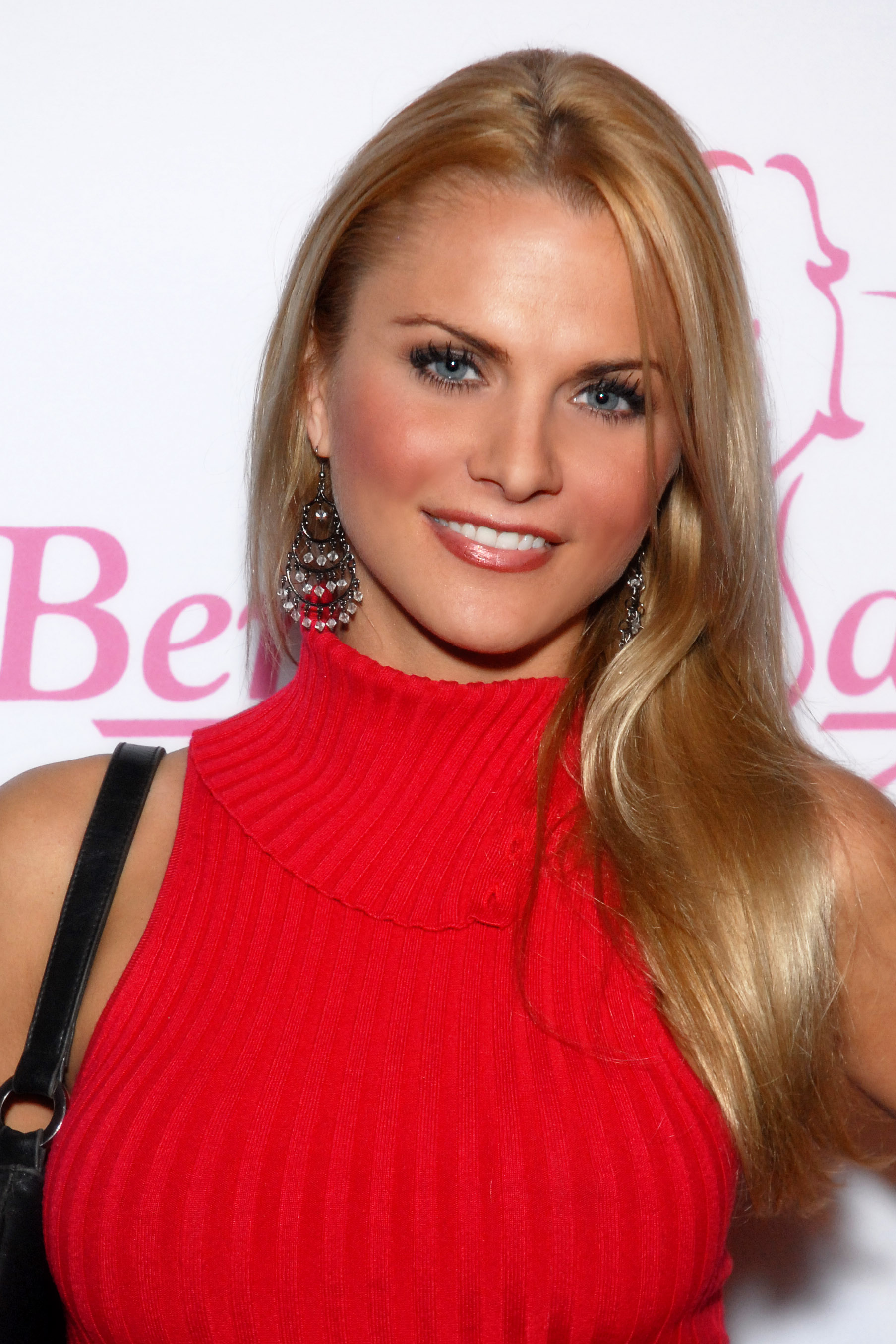
Paige Peterson

- Paige O'Hara, attrice e cantante statunitense
- Paige Peterson, attrice statunitense
- Paige Turco, attrice statunitense
- Paige VanZant, artista marziale mista statunitense

### Variante maschile Page
- Page Falkinburg, attore e wrestler statunitense
- Page Hamilton, cantante e chitarrista statunitense
- Page Kennedy, attore statunitense
- Page McConnell, tastierista statunitense

## Il nome nelle arti
- Paige Matthews è un personaggio della serie televisiva Streghe.
- Paige Eva Mahoney è la protagonista del romanzo di Samantha Shannon La stagione della falce.
- Paige è una ex wrestler, sotto contratto contratto con la WWE.
- Paige McCullers è un personaggio della serie televisiva Pretty Little Liars.